# هاینریش دایشمان
هاینریش دایشمان (به آلمانی: Heinrich Deichmann-Schuhe GmbH) یکی‌از بزرگترین فروشگاههای زنجیره‌ای کفش و پوشاک ورزشی در آلمان است. این مجموعه در سال ۱۹۱۳ توسط هاینریش دایشمان در شهر اسن در نوردراین-وستفالن تأسیس گردید و هنوز اداره و فروشگاه مرکزی در آن قرار دارد.